# Bad Omens
Bad Omens — американская металкор-группа из Ричмонда, Виргиния. Была основана в 2015 году вокалистом Ноа Себастьяном, гитаристом Николасом Руффило и басистом Винсентом Рикье. Позднее к коллективу присоединились гитарист Йоаким «Jolly» Карлссон и барабанщик Ник Фолио. В 2016 году, будучи подписантами Sumerian Records, выпустили одноимённый дебютный альбом, получивший признание критиков. Второй альбом Finding God Before God Finds Me был выпущен 2 августа 2019 года. Два сингла из альбома, «Limits» и «Never Know», попали в чарт Billboard Mainstream Rock Songs.

## История
Идея создать группу возникла в 2013 году, когда будущий вокалист группы Ноа Себастьян начал тайно сочинять тексты песен, одновременно исполняя обязанности гитариста в вашингтонской группе Immoralist. В 2014 году Себастьян покинул её и в следующем году связался со своим старым другом, коим был Николас Руфилло, чтобы основать с ним группу. Затем к Ноа и Николасу присоединились Винсент Рикье и Йоаким Карлссон, а чуть позже в состав коллектива вошёл Ник Фолио. Группа выпустила безымянный мини-альбом, в котором были представлены черновые версии песен из дебютного альбома группы. Эта запись привлекла внимание Sumerian Records, и она оказалась достаточно хороша для того, чтобы лейбл порекомендовал взять большинство треков из демо и записать их для дебютного студийного альбома.
В 2015 году группа отправилась в Белвилл, Нью-Джерси для записи своего дебютного альбома с продюсером Уиллом Патни в студии Graphic Nature Audio. В декабре того же года группа подписала контракт с лейблом Sumerian Records и выпустила сингл «Glass Houses». Спустя месяц был выпущен второй сингл «Exit Wounds». Bad Omens приняли участие в туре в честь десятилетнего юбилея Sumerian Records вместе с такими группами, как Born of Osiris, Veil of Maya, After the Burial и Erra. В апреле 2016 года Bad Omens выпустили сингл «The Worst in Me», получив много внимания и набрав почти миллион прослушиваний за один месяц. Возросшая популярность позволила группе принять участие в туре «Ten Years in the Black Tour», ещё одном туре в честь юбилея лейбла, хэдлайнерами которого были Asking Alexandria. Также в этом туре принимали участие такие группы, как Born of Osiris, After the Burial, I See Stars, Upon a Burning Body. Участие в этом туре не только подняло моральный дух группы, но также обратило внимание на их недавно выпущенный дебютный альбом, релиз которого состоялся 19 августа 2016 года. Альбом получил много положительных отзывов. Критики и фанаты часто сравнивали его с альбомом Sempiternal группы Bring Me the Horizon, вышедшим в 2013 году. Благодаря растущей популярности Bad Omens получили право участвовать в туре «Warped Tour» в 2017 году, что обратило на них внимание как фанатов поп-панка, так и фанатов метала. В том же году Ноа Себастьян работал с группой Winds of Plague над их пятым студийным альбомом Blood of My Enemy в качестве продюсера. Bad Omens приняли участие в туре группы Parkway Drive в поддержку альбома Reverence. Также в этом туре принимали участие Stick to Your Guns. 10 июля 2018 года на своей странице в Facebook Bad Omens объявили об уходе из группы Винсента Рикье. Причиной ухода стала травма спины, которую Винсент получил годом ранее в Европе.
2 августа 2019 года Bad Omens выпустили второй студийный альбом под названием Finding God Before God Finds Me. Синглы «Limits» и «Never Know» попали в чарт Billboard Mainstream Rock Songs, где дошли до 19 и 25 позиций соответственно.
Bad Omens должны были принимать участие в совместном туре групп The Amity Affiction и Senses Fail под названием «Misery Will Find You Tour» в 2019 году. Однако на следующий день после анонса они были исключены из тура. Senses Fail объяснили это тем, что Bad Omens не понравилось то, что название их группы на постере было написано слишком мелким шрифтом. В ответ на это Bad Omens заявили, что покинули тур из-за того, что условия контракта, согласованные ещё до утверждения тура, не были выполнены, а также обе группы проявляли по отношению к ним неуважение. Позже, иронизируя над этой ситуацией, Bad Omens выпустили футболки, на которых их название было написано мелким шрифтом.
16 декабря 2019 года Bad Omens выпустили песню «Never Know» и анонсировали расширенную версию альбома Finding God Before God Finds Me, на которой помимо старых треков будут присутствовать три новых: «Never Know», «Limits» и кавер на песню «Come Undone» группы Duran Duran. 16 января 2020 года вышел видеоклип на песню «Limits», а на следующий день, 17 января, состоялся релиз самого альбома. На февраль и март 2020 года у группы был запланирован тур по США при поддержке таких групп, как Oh, Sleeper, Thousand Below и Bloodline, однако концерты, запланированные на даты с 13 по 28 марта пришлось перенести на неопределённый срок из-за пандемии COVID-19.
29 октября 2020 года Bad Omens выпустили мини-альбом FGBGFM Unplugged, который состоял из изменённых версий 6 ранее выпущенных треков. 22 июля 2021 года в свет выходит EP LIVE, состоящий из 7 песен.
10 ноября 2021 года группа анонсировала выход нового альбома под названием The Death of Peace of Mind, а также выпустила заглавный сингл вместе с клипом на него. Дата релиза запланирована на 25 февраля 2022 года. Из-за пандемии большую часть работы над альбомом группа проделала самостоятельно, получив помощь в сведении и мастеринге от продюсера Закка Червини. 7 января 2022 года вышел второй сингл «Artificial Suicide», а затем, 19 января, был выпущен трек «Like A Villain». В феврале и марте 2022 года Bad Omens приняли участие в Североамериканском туре «Voyeurist» группы Underoath, в котором также участвовали Stray From The Path и Spiritbox. В мае того же года группа участвовала в туре по США вместе с In This Moment и Ded, а на июль и август у группы запланировано участие в туре группы A Day To Remember.
17 апреля 2024 года Bad Omens выпустили сингл «THE DRAIN» совместно с Health и SWARM.
31 мая 2024 года группа выпускает альбом CONCRETE JUNGLE [THE OST], состоящий из песен, не вошедших в предыдущий альбом, и «альтернативных» и лайв-версий треков с прошлого альбома. В работе над пластинкой также приняли участие: Poppy, Thousand Below, ERRA, HEALTH, SWARM и другие.

## Музыкальный стиль
Лирика дебютного альбома группы в основном затрагивает темы отчаяния, проблем с психическим здоровьем и зависимости. Вокалист группы, говоря о песне «The Worst in Me», сказал:

Она об очень напряженных и нездоровых отношениях, в которых я был, но мы написали ее в формате, универсальном для всех вредных привычек. Более конкретно, это то, от чего вы не можете избавиться, даже если это вредно для вас — будь то отношения, проблемы с наркотиками или ужасная ситуация. Ты зависим.
Группа неоднократно заявляла, что их стиль сравнивали с Bring Me the Horizon начала 2010-х годов. Это связано с колючим, средне- и высокочастотным тембром Ноа Себастьяна, который напоминает голос Оливера Сайкса в альбоме Sempiternal, вышедшем в 2013 году. Группа назвала эти комментарии «лестными, но в то же время разочаровывающими». Себастьян также объяснил, что, хотя на него, возможно, и повлияла группа, целью было звучать уникально.

## Состав группы
- Ноа Себастьян — вокал (2015—настоящее время)
- Йоаким Карлссон — вокал, гитара, программирование (2015—настоящее время)
- Николас Руффило — бас-гитара, гитара, программирование (2015—настоящее время)
- Ник Фолио — ударные (2015—настоящее время)

Бывшие участники
- Винсент Рикье — бас-гитара, бэк-вокал (2015—2018)

Временная шкала

## Дискография
Студийные альбомы
- Bad Omens (2016, Sumerian)
- Finding God Before God Finds Me (2019, Sumerian)
- THE DEATH OF PEACE OF MIND (2022, Sumerian)
- CONCRETE JUNGLE [THE OST] (2024, Sumerian)

Мини-альбомы
- FGBGFM Unplugged (2020, Sumerian)
- LIVE (2021, Sumerian)